# Maria Flor Pedroso
Maria Flor de Azevedo e Silva Pedroso é uma jornalista portuguesa.
Foi Diretora de Informação da RTP do dia 12 de outubro de 2018 até janeiro 2020..

## Carreira
Foi jornalista na Rádio Comercial, RFM, TSF e, desde 1997, na Antena 1, onde era editora de política